# Lindi
För andra betydelser, se Lindi (olika betydelser).

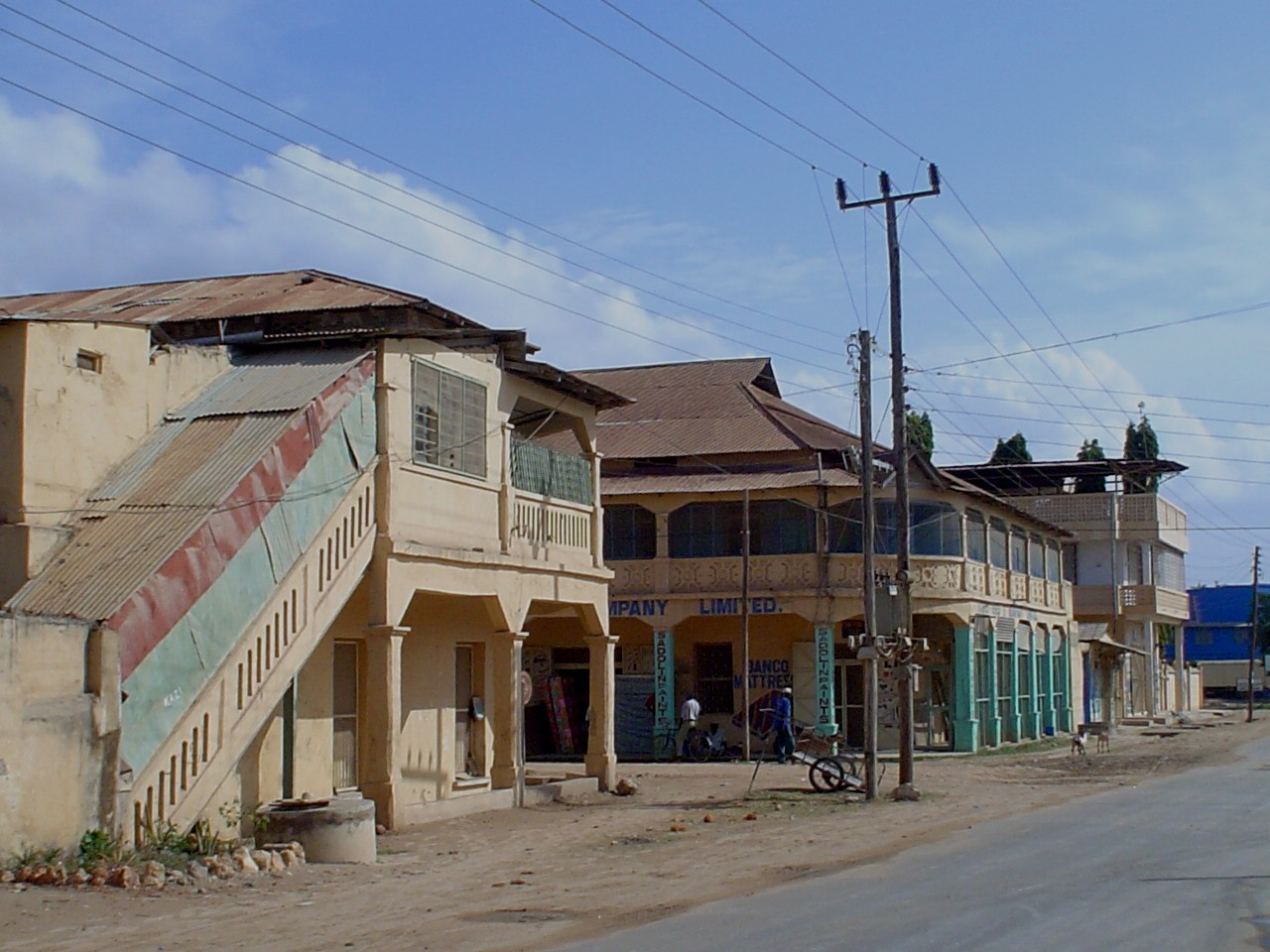
Huvudgatan i Lindi.

Lindi är en stad i sydöstra Tanzania, och är den administrativa huvudorten för regionen med samma namn. Staden är belägen vid Lukulediflodens mynning vid Indiska oceanens kust, och har endast en liten flygplats samt en mindre hamn. Vägförbindelserna till och från staden är svårframkomliga under regnperioder, men pågående vägprojekt norröver mot Dar es-Salaam är tänkta att åtgärda detta. 

## Stad och distrikt
Lindi är ett av regionens sex distrikt, Lindi stad (engelska Lindi Urban, swahili Lindi Mjini), med en beräknad folkmängd av 61 318 invånare 2009 på en yta av 239,78 km². Distriktet är indelat i tretton mindre administrativa enheter, shehia. 
Lindis centrala, urbaniserade område omfattar nio urbana shehia samt delar av ytterligare fyra. Området hade 29 178 invånare vid folkräkningen 2002. Detta motsvarade 71,04 % av distriktets totala invånarantal på endast lite mer än 5 % av dess yta.